# كلية فيكتوريا
كلية فيكتوريا، الإسكندرية (بالإنجليزية: Victoria College, Alexandria) هي إحدى أقدم وأكبر المدارس الإنجليزية بمصر، حيث تبلغ مساحتها 14 فدان، الدراسة فيها للبنين فقط وباللغة الإنجليزية، وتقع في مدينة الإسكندرية في مصر، وتحمل اسم الملكة فيكتوريا ملكة بريطانيا.

## تاريخ
تأسست عام 1902 م. في الأسكندرية، بقرار من الحاكم البريطاني لمصر آنذاك ايفريل بارينج والذي كان أيضا رئيسا لبنك بارينجز (ظل بنك بارينجز أكبر بنوك بريطانيا التجارية منذ إنشاءه العام 1792 حتي انهياره العام 1995). حيث كان للبنك وقتها استثمارات كبيرة في مصر بحكم استقرارها مقارنة بدول أخرى من العالم.
الكلية لدي إنشاءها أخذت بعين الاعتبار مستوى التعليم المتميز المتبع في الإمبراطورية البريطانية، كما أصرت على عدم الأخذ بأي نشاطات دينية بها سواء من جانب التعليم الديني الإسلامي أو من جانب التعليم الديني الكنسي، ما أشعر وزارة الخارجية البريطانية «بعدم الارتياح»، ومن بين المشاركين في المشروع أفراد من أثرياء الأقلية اليهودية في مصر.
اشتهرت الكلية في خلال فترة الحرب العالمية الثانية خصوصا بين طبقة الملوك والنبلاء في أوروبا ومصر، حيث انضم إليها العديد منهم، كما درس بها عدد من أبناء الأسر الحاكمة والثرية في العالم العربي.
انتهت التبعية البريطانية للكلية فجأة في العام 1956 م. وهي السنة التي شهدت نهاية التعاون بين بريطانيا ومصر مع بداية أزمة السويس، وصارت الكلية تابعة لوزارة التعليم المصرية، لكن الكلية استمرت في التدريس إلى يومنا هذا وبمنهج يعتمد علي اللغة الإنجليزية في معظمه.
الكلية مخصصة للبنين فقط الآن وكانت من قبل ولوقت قريب للجنسين
و تتميز تلك المدرسة العريقة بمساحتها الواسعة فيوجد بها ملعبان قانونيان لكرة القدم والعديد من ملاعب الكرة الطائرة وكرة السلة وكرة اليد وحمام سباحة.

## أشهر خريجي الكلية
يُطلَق عليها إيتون الشرق  تشبيها لها بكلية إيتون البريطانية التي تخرج فيها 18 رئيس وزراء بريطاني، فقد تخرج في كلية فيكتوريا العديد من القادة في جميع مجالات الحياة، ومن أبرزهم:
- الحسين بن طلال ملك الأردن
- الملك سيمون الثاني ملك دولة بلغاريا ورئيس وزرائها
- أحمد رمزي الممثل المصري
- إدوارد سعيد كاتب فلسطيني
- إسماعيل شيرين
- توفيق صالح مخرج مصري
- جورج أنطونيوس
- رعد بن زيد
- زيد الرفاعي
- زيد بن شاكر
- محمد سلطان الموسيقار المصري
- سمير صبري الممثل المصري
- سمير زاهر رئيس مجلس اتحاد الكرة المصري
- شادي عبد السلام مخرج مصري
- عبد الاله ولي عهد العراق.
- فيصل الثاني ملك المملكة العراقية الهاشمية
- عدنان خاشقجي
- عمر الشريف ممثل عالمي
- محمد سلماوي كاتب مصري
- مايكل فرانسيس عطية
- يوسف شاهين مخرج مصري
- عمرو أديب إعلامي مصري
- أحمد فهمى مقدم أراب آيدول
- عبد الله النفيسي كاتب وسياسي ومفكر كويتي
- هلال الساير
- جاستون زنانيري
- بندلي جوزي أكاديمي ومستشرق فلسطيني روسي
- خالد شومان مصرفي فلسطيني أردني
- يوجين قطران[الإنجليزية] قاضي فلسطيني بريطاني[2]